# Irena (Missouri)
Irena é uma vila localizada no estado americano de Missouri, no Condado de Worth.

## Demografia
Segundo o censo americano de 2000, a sua população era de 33 habitantes.
Em 2006, foi estimada uma população de 31, um decréscimo de 2 (-6.1%).

## Geografia
De acordo com o United States Census Bureau tem uma área de 2,6 km², dos quais 2,6 km² são cobertos por terra e 0,0 km² cobertos por água.

## Localidades na vizinhança
O diagrama seguinte representa as localidades num raio de 16 km ao redor de Irena.